# Zalihost podataka
Zalihost ili redundancija podataka je pojava koja se javlja u sustavima za upravljanje podatkovnim bazama koje sadrže polje koje se ponovilo u dvjema ili višem broju tablica. Izraz je prijevod na hrvatski jezik engleskog izraza data redundancy. Primjerice, u slučaju kad se podaci o kupcima udvostruče i priviju uz svaki proizvod kojeg su kupili, onda je zalihost podataka znani izvor nekonzistentnosti, jer se kupac može pojaviti s različitim vrijednostima uz dane atribute. 
Zalihost podataka vodi podatkovnim anomalijama i oštećenjima te bi ju općenito trebalo izbjegavati kad se dizajnira. Kad se normalizira podatkovnne baze, sprječava se zalihost i na najbolji mogući način se koristi spremište. Kad se primjereno rabi vanjske ključeve, može se smanjiti zalihost na najmanju moguću mjeru i vjerojatnost da će se pojaviti razorne anomalije. Ipak, ponekad se zbije da se baš zbog toga što se brinulo neka da podatkovne baze budu učinkovite i pogodne, izradi se zalihe podatke unatoč pogibli oštećenja podataka.